# Károly Róbert híd
A Károly Róbert híd vagy Ipolydamásd–helembai Ipoly-híd  közúti híd az Ipoly felett Magyarország és Szlovákia határán, Ipolydamásd és Helemba (Chľaba) között.

## Fekvése
Az Ipoly határfolyó felett ível át. Magyarországon Pest vármegyében, a Szobi járásban, Szlovákiában a Nyitrai kerületben, az Érsekújvári járásban helyezkedik el.

## Neve
Nevét Károly Róbert királyról kapta.

## Története

### Előzmények
Ezen a helyen 19. századi térképek, köztük az 1886-os kataszteri térkép szerint egyszerű fahíd állt. Az ilyen hidakat az árvíz vagy jégzajlás rendszeresen tönkretette, de ezzel együtt helyi szinten megfelelő kapcsolatot biztosítottak a két part között. 
A hidat a 20. század elején drótköteles komp váltotta fel, de autók szállítására ez sem volt alkalmas. Valószínűsíthetően 1945-ig működött.
A szocializmus időszakában az Ipoly átjárhatatlan határ volt; csak jóval feljebb, a 2-es főúton Parassapusztánál működött határátkelő.
1989-ben az Országos Vízügyi Beruházási Vállalat a nagymarosi vízlépcső építkezésének munkagép- és anyagszállítása céljából ideiglenes hidat épített. Ez egy 80 méter hosszú, tizenkét nyílású, acélcölöpökre támaszkodó vasszerkezet volt. A „Barátság híd” nevet viselő műtárgy fennmaradási engedélye 1991. december 31-ig szólt. A két szomszédos község a rendszerváltás után kiharcolta, hogy megnyissák a gyalogosok előtt: először 1990. december 25-én lehetett átkelni rajta, majd 1991-től közös farsangokat is tartott rajta a két település. Elérték azt is, hogy ne bontsák le, vállalva, hogy a cölöpök közül rendszeresen kitakarítják az uszadékfát és hordalékot. 2000-ben azonban a jeges árvíz elvitte a hidat; egy ideig félbetört roncsa emlékeztetett rá, aztán azt is lebontották.

### A mai híd
Ipolydamásd önkormányzata már 2005-ben elkészíttette egy acélhíd engedélyezési tervét, de ennek megvalósítására nem volt forrás.
A magyar kormány 2016 januárjában döntött az Európai Unió 2014–2020. évi programozási időszakában a határátkelőkhöz vezető közutakon és vízi átjárókon megvalósítandó fejlesztésekről, melyek között szerepelt az Ipolydamásd és Helemba között létesítendő Ipoly-híd is.
Az új híd műszaki paramétereiről szóló megállapodást 2018 júniusában írta alá Mosóczi László, az Innovációs és Technológiai Minisztérium (ITM) államtitkára és Érsek Árpád, Szlovákia közlekedésügyi minisztere. Bár az eredeti elképzelések szerint 12 tonna össztömegű járművek közlekedésére is alkalmas lett volna, ezt a megnövekedő tehergépjármű-forgalomtól tartó környékbeliek kérésére 3,5 tonnára mérsékelték. A terveket a Roden Mérnöki Iroda Kft. és a Pont-Terv Zrt. készítette.
A 2020 decemberében zárult közbeszerzési eljárás eredményeképpen a híd kivitelezésére a Colas Közlekedésépítő Zrt., az 540 méteres magyar oldali útcsatlakozás kiépítésére a Colas Út Zrt., míg a 175 méteres szlovákiai oldali útcsatlakozás megvalósítására a Colas Út Zrt. és a Colas Slovakia került kiválasztásra. Az alapkövet 2021. július 2-án tette le Szijjártó Péter külgazdasági és külügyminiszter és Andrej Doležal közlekedésügyi miniszter. A hídhoz vezető út az 1201-es úthoz újonnan kiépített körforgalmú csomópontban csatlakozik. A kivitelezés költsége 1,6 milliárd forint volt. A hidat 2023. július 29-én adták át.

## Jellemzők
A híd híd szerkezete felső pályás, acél gerenda, mely egy nyílású, teljes hossza 71 méter. A 2×1 sávos közút mellett az egyik oldalon kétirányú kerékpárút vezet, mely az EuroVelo 6 nemzetközi kerékpárútvonal része.